# Merta City
Merta City è una suddivisione dell'India, classificata come municipality, di 40.221 abitanti, situata nel distretto di Nagaur, nello stato federato del Rajasthan. In base al numero di abitanti la città rientra nella classe III (da 20.000 a 49.999 persone).

## Geografia fisica
La città è situata a 26° 38' 60 N e 74° 1' 60 E e ha un'altitudine di 312 m s.l.m..

## Società

### Evoluzione demografica
Al censimento del 2001 la popolazione di Merta City assommava a 40.221 persone, delle quali 21.177 maschi e 19.044 femmine. I bambini di età inferiore o uguale ai sei anni assommavano a 6.560, dei quali 3.414 maschi e 3.146 femmine. Infine, coloro che erano in grado di saper almeno leggere e scrivere erano 24.228, dei quali 15.178 maschi e 9.050 femmine.